# نادر قاسمف
نادر قاسمف (ترکی آذربایجانی: Nadir Sadıq oğlu Qasımov; ۲۲ مهٔ ۱۹۲۸ – ۱۰ مارس ۲۰۰۰) نقاش آذربایجانی در دوره شوروی و دریافت کننده لقب افتخار هنرمند خلق آذربایجان بود.

## شرح حال
نادر قاسمف در ۲۲ ماه مه سال ۱۹۲۸ در باکو به دنیا آمد. وی آموزش خود را در بین سال‌های ۱۹۴۱–۱۹۴۱ در مدرسه ای موسوم به مدرسه هنر آذربایجان به نام عظیم عظیم‌زاده به پایان رساند. سپس در میان سالهای ۱۹۴۷–۱۹۵۳ در آکادمی هنر سن پترزبورگ درس خواند. تابلوهای تک چهره و نقاشی‌های منظره وی بین سال‌های ۱۹۵۳–۱۹۵۴ در نمایشگاه‌های محلی و بین‌المللی در معرض نمایش گذاشته شده‌اند.
حدود ۵۰ منظره‌پردازی و پرتره که نادر قاسمف به چین باستان و مدرن اختصاص داده بود، در اولین نمایشگاه انفرادی اش که در سال ۱۹۶۱ در موزه ملی هنر آذربایجان برگزار شد، به نمایش گذاشته درآمد.
نادر قاسمف بیش از نیم قرن از سال‌های عمر خود را، یعنی از دهه ۱۹۴۰ تا سال ۲۰۰۰ به فعالیت در زمینه نقاشی گره زد. آثار نقاشی او بارها در بیش از ۵۰ کشور جهان چون ایالات متحده آمریکا، کانادا، مکزیک، بلژیک، آلمان، ایتالیا، انگلیس، فرانسه، مصر، یوگسلاوی، هند، لبنان، بلغارستان، مغولستان، مجارستان، رومانی، لهستان، چکسلواکی، کوبا، ترکیه و… به تماشا گذاشته شده و چندین مدرک افتخاری را اخذ نموده‌است. تقریباً ۱۰۰ اثر از این هنرمند در مجموعه‌های موزه‌ای در روسیه، موزه‌های کشورهای مستقل مشترک‌المنافع و ایالات متحده، بلژیک، فرانسه، آلمان، ترکیه، اسپانیا، بلغارستان، یوگسلاوی، چکسلواکی و مجموعه‌های خصوصی نگهداری می‌شود.
در سال‌های ۱۹۵۸ تا ۱۹۶۹، نادر قاسمف به عضویت هیئت مدیره اتحادیه نقاشان آذربایجان درآمده و در سال‌های ۱۹۶۷ و ۱۹۶۹ برای سه دوره به عنوان نماینده به شورای شهر باکو انتخاب شد. در سال‌های ۱۹۷۰ الی ۲۰۰۰ در دانشگاه هنر به تدریس پرداخت که در آنجا استاد رشته نقاشی بود.
نادر قاسمف در ۱۰ مارس سال ۲۰۰۰ در باکو درگذشت.

## نشان‌ها و جوایز
- نقاش خلق آذربایجان شوروی: ۹ ژوئن ۱۹۵۹
- نقاش افتخاری آذربایجان شوروی: ۷ ژوئیه ۱۹۷۹
- مدال «برای کار برجسته»: ۹ ژوئن ۱۹۵۹